# Zentrale für Unterrichtsmedien im Internet
Die Zentrale für Unterrichtsmedien im Internet e. V. (kurz ZUM oder ZUM.de) ist ein gemeinnütziger Verein mit Sitz in Merzhausen bei Freiburg im Breisgau, der am 11. September 1997 gegründet wurde. Er hat sich zum Ziel gesetzt, das Internet als Lern- und Lehrhilfe für alle Schulformen und für die außerschulische Bildungsarbeit im deutschsprachigen Raum zu nutzen und zu gestalten. Das Angebot der ZUM umfasst heute neben einem Bereich mit HTML-Seiten zahlreiche Wikis sowie weitere Spezialangebote.
Auch wenn die ZUM sich in erster Linie als Initiative von Lehrern für Lehrer versteht, kann grundsätzlich jede interessierte Person mitarbeiten.

## Geschichte
Die Gymnasiallehrerin Margit Fischbach erstellte 1995 zunächst eine Webseite mit dem Titel „Das WWW als Lern- und Lehrhilfe“, die sich rasch zum Portal für alle Schulformen und Bundesländer weiterentwickelte. Das Portal lieferte 1997 die Basis für die Gründung des gemeinnützigen Vereins „Zentrale für Unterrichtsmedien im Internet e. V.“, der im gesamten deutschsprachigen Raum vertreten ist.
„Das WWW als Lern- und Lehrhilfe“ war bis zur Einrichtung von staatlichen Bildungsservern in den Bundesländern für den schulischen Bereich ein nahezu konkurrenzloses Angebot. Einige Teile der klassischen FTP-ZUM sind als Informationsquelle bzw. als Downloadmöglichkeit von Unterrichtsmaterial bis heute sehr beliebt. Ein Beispiel sind die dwu-Materialien für Mathematik und Physik.

## Projekte der ZUM
In den letzten Jahren (zwischen 2020 und 2023) hat sich die ZUM neu strukturiert. Die ehemaligen Projekte ZUM-Wiki und Projektwiki bekamen neue Namen. Auf der Startseite ZUM.de stehen die aktuellen Angebote zentral zur Verfügung:
ZUM-Unterrichten, ZUM-Apps, ZUM-Pad, ZUM-Projekte, ZUM-Grundschule und ZUM Deutsch Lernen. Noch nicht auf der Startseite präsent ist der seit November 2022 verfügbare ZUM-Digiscreen. Ebenso bietet die ZUM regelmäßig einen Newsletter und ZUMinare (eSessions bzw. Webinare) an und betreibt einen Blog.
Auf die verbesserte Verfügbarkeit des Internets in Schulen und Privathaushalten und die erhöhten Bandbreiten zum Online-Lernen reagierte der Verein Ende 2004 mit dem ZUM-Wiki 2018 wurde das ZUM-Wiki für neue Nutzer gesperrt. Die verschiedenen Anwendungsfälle wurden in ZUM-Unterrichten (Unterrichtsideen, interaktive Übungen, Lernpfade, Unterrichtsmaterialien) und ZUM-Projekte (Projekte mit Lernenden) aufgeteilt. Beide Plattformen sind als Wiki aufgebaut, nutzen die MediaWiki-Software, veröffentlichen alle Texte unter der freien Creative-Commons-Lizenz CC-BY-SA (Namensnennung, Weitergabe unter gleichen Bedingungen), verwenden freie Bilder aus der Mediensammlung Wikimedia Commons
Auf dem OER-Festival 2016 wurde das ZUM-Wiki mit dem OER-Award 2016 ausgezeichnet.
Am 17. Juni 2021 wurde angekündigt, dass das ZUM-Wiki aufgrund von zu hohem Aufwand ab dem 1. September 2021 nicht mehr bearbeitet werden kann und zum Jahresende gelöscht wird.
Mit dem ZUM-Pad und den ZUM-Apps reagierte die ZUM auf den wachsenden Bedarf an Plattformen für die kollaborative und kooperative Zusammenarbeit von Lehrkräften mit ihren Schülerinnen und Schülern sowie zur Erstellung interaktiver Unterrichtsmaterialien. Diese Tools unterstützen die Entwicklung der 4K-Kompetenzen des 21. Jahrhunderts: Kommunikation, Kollaboration, Kreativität und kritisches Denken. Durch die Nutzung dieser digitalen Werkzeuge können Lehrkräfte und Lernende effektiv zusammenarbeiten, Ideen austauschen und gemeinsam kreative Lösungen entwickeln, während sie gleichzeitig ihre Fähigkeit zum kritischen Denken und zur klaren Kommunikation verbessern.

### ZUM-Unterrichten (ehemals ZUM-Wiki)

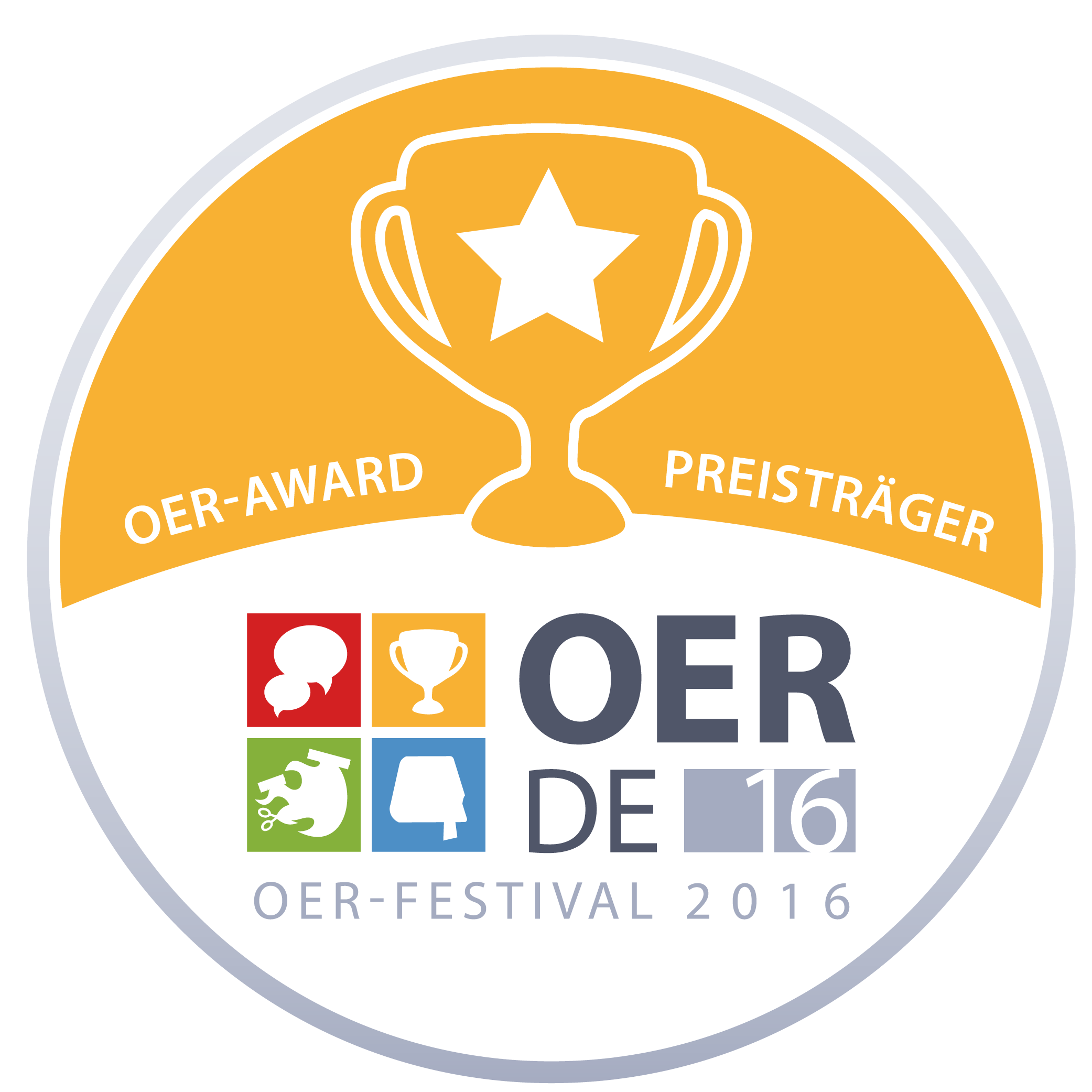
Das ZUM-Wiki wurde auf dem OER-Festival 2016 mit dem OER-Award 2016 ausgezeichnet.

ZUM-Unterrichten ist eine Plattform der ZUM, die sich der Veröffentlichung qualitativ hochwertiger, freier Lernmaterialien (OER) widmet. Diese Materialien sind im Laufe der letzten Jahre in verschiedenen ZUM-Projekten entstanden und haben nun auf ZUM-Unterrichten ein einheitlich strukturiertes und gut zugängliches Zuhause gefunden. Sie stehen unter einer offenen Lizenz (Creative Commons CC BY-SA), wodurch sie problemlos kopiert, verwendet und angepasst werden können.
Die Darstellung der Materialien ist klar und aufgeräumt und passt sich verschiedenen Displaygrößen an, was die Nutzung auf allen Geräten gleichermaßen komfortabel macht. ZUM-Unterrichten ging Ende November 2018 mit etwas über 1000 Inhaltsseiten an den Start und wächst seither beständig weiter. Zum einen werden weiterhin hochwertige Inhalte aus anderen ZUM-Projekten auf die Plattform gebracht, zum anderen bietet ZUM-Unterrichten die Möglichkeit, dass auch neue Autoren mitmachen und eigene Inhalte veröffentlichen können.

### ZUM-Projekte (ehemals Projektwiki)
ZUM-Projekte bietet für den Unterricht zahlreiche Vorteile und fördert wichtige Kompetenzen wie Teamarbeit und den Umgang mit digitalen Medien. Lehrende und Lernende haben die Möglichkeit, gemeinsam Materialien zu sammeln und Ergebnisse zu veröffentlichen, was den kollaborativen Lernprozess unterstützt. Durch die offene Struktur können alle Beiträge jederzeit eingesehen, diskutiert und verbessert werden, was zu einer kontinuierlichen Verbesserung der Inhalte führt.
Das spezielle ZUM-Projekte-Wiki bietet darüber hinaus mehrere Vorteile: Es enthält zahlreiche Erweiterungen, die speziell auf den schulischen Bedarf abgestimmt sind, und wird von Wiki-erfahrenen Lehrkräften ehrenamtlich betreut. Es ist für jeden einsehbar, was Transparenz und Zugänglichkeit sicherstellt. Zudem bietet es eine Plattform, auf der man andere inspirieren, sich selbst inspirieren lassen und Inhalte teilen kann, was den Austausch und die Verbreitung von Wissen fördert.

### ZUM-Grundschule

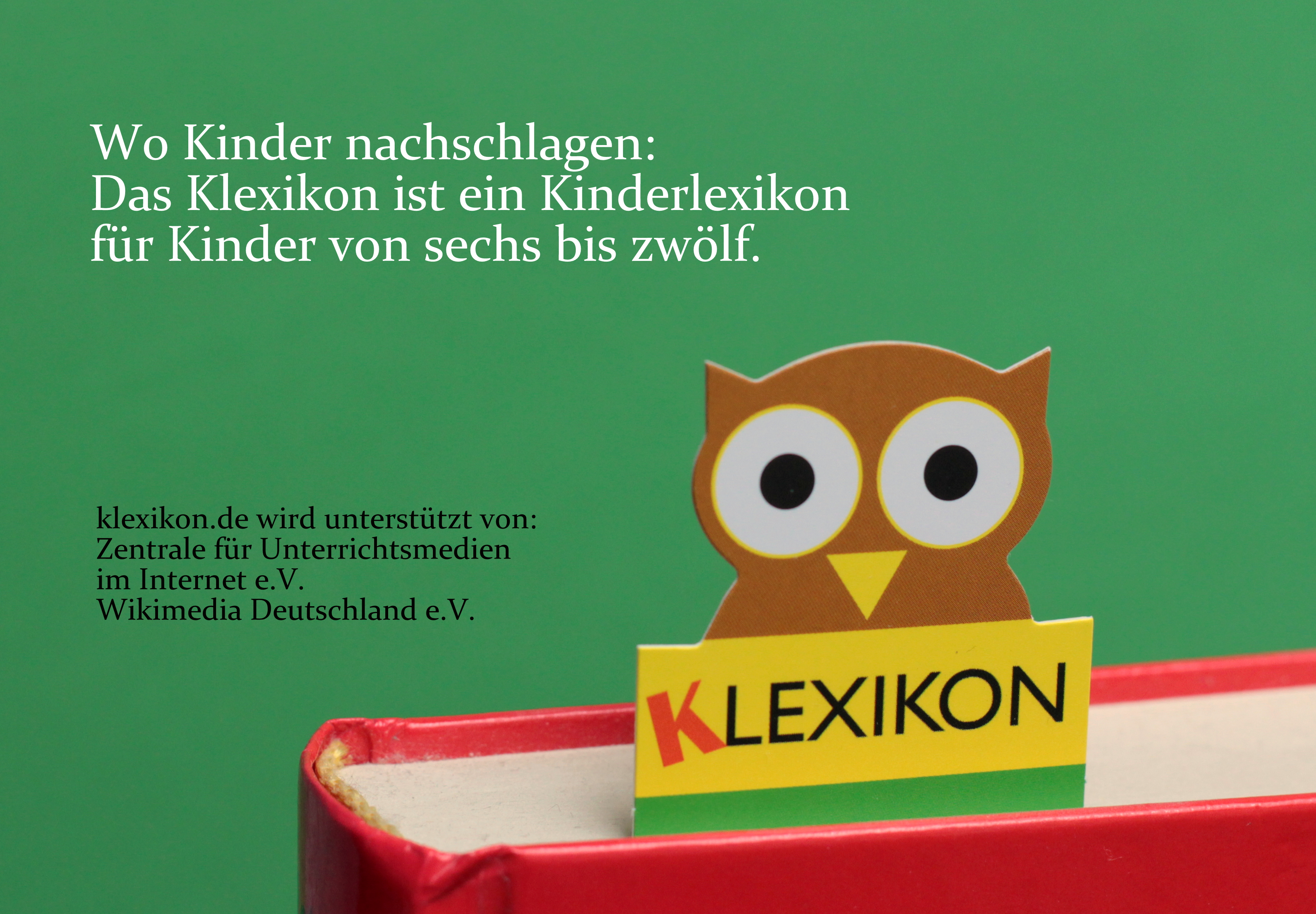
Das Logo des Klexikons enthält eine Eule als Symbol für Weisheit und Wissen

Im März 2006 startete das ZUM-Grundschulwiki. Das Projekt Grundschulnetz wurde gefördert vom Beauftragten der Bundesregierung für Kultur und Medien und der vom Bundesministerium für Familie, Senioren, Frauen und Jugend getragenen Initiative „Ein Netz für Kinder“.
Neben dem Grundschullernportal, der Grundschulpost gehört auch das Klexikon zu den Grundschulprojekten der ZUM. Das Klexikon, gegründet von Michael Schulte und Ziko von Dijk, wurde 2018 mit dem Preis „Land der Ideen“ ausgezeichnet. Im Jahr 2023 wurde die Wortmaus entwickelt, ein digitales Wörterbuch für die Grundschule, das seit dem Frühjahr 2024 online verfügbar ist. Ziel ist es, die Wörter des Grundwortschatzes für die Klassen 1 bis 4 in Baden-Württemberg abzubilden.

### ZUM-Pad
Zitat: „Das ZUMpad ist ein Online-Werkzeug, um gemeinsam Texte zu erstellen oder Informationen zu teilen. Ein einzelnes „Pad“ ist wie ein digitales Blatt Papier. Es ist in Sekunden erstellt und über eine jeweils eindeutige Webadresse (URL) zu erreichen. Jeder, der diese Adresse kennt, kann auf einem Pad schreiben, alle anderen Benutzer sehen die Änderungen in Echtzeit.“ Das ZUMpad wird technisch als Etherpad klassifiziert.

### ZUM-Apps
ZUM-Apps ist eine Online-Plattform für interaktive Übungen (H5P). Hier können H5P-Inhalte erstellt, bearbeitet, gespeichert und mit anderen geteilt werden. Darüber hinaus bietet ZUM-Apps eine Vielzahl von Features, wie Fachportale, Verschlagwortung, Suchfilter, App-Sammlung (Like), die Möglichkeit Nutzern zu folgen. Die erstellten Materialien stehen unter der Lizenz CC BY-SA 4.0, das heißt: Wenn die App weiter verwendet wird, muss sie ebenfalls wieder unter dieser Lizenz stehen, die Lizenz muss verlinkt sein und der Urheber bzw. die Urheberin muss genannt werden. Sie darf verändert (z. B. verkürzt oder Sätze ausgetauscht) werden und sie darf auch kommerziell genutzt werden.

### ZUM Deutsch Lernen
ZUM Deutsch Lernen ist eine offene Lernplattform für Deutsch als Fremdsprache (DaF) und Deutsch als Zweitsprache (DaZ) auf den Niveaus A1 bis C2, auf der sich Lernende und Lehrende intuitiv zurechtfinden und die Inhalte eigenständig für sich nutzen können, sei es, um alleine oder mit anderen zu lernen, sei es ergänzend zu einem Deutschkurs oder unabhängig davon – oder auch, um Materialien und Ideen für den eigenen Unterricht zu finden bzw. weiterzugeben.
Die Inhalte in ZUM Deutsch Lernen stehen grundsätzlich unter der Creative-Commons-Lizenz CC BY 4.0.
Als technische Grundlage dient ein Wiki auf dem Server der Zentrale für Unterrichtsmedien im Internet e. V. (ZUM.de) genutzt werden, das mit aktueller Software und den gleichen technischen Möglichkeiten wie ZUM-Unterrichten ausgestattet ist."

### ZUM-Digiscreen
Der Digiscreen bietet eine Tool-Sammlung für den Unterricht gepaart mit der Möglichkeit, Elemente auf einer virtuellen Tafel individuell anzuordnen. So können beispielsweise ein Film (... auch aus Youtube) und ein Link zum dynamischen Erfassen von Ideen direkt nebeneinander präsentiert werden.

### Frühere Projekte der ZUM

#### Wiki-Family
Mit der Wiki-Family der ZUM wurde 2008 ein kostenloser Service geschaffen, der Schulen und Universitäten das Einrichten eines eigenen unabhängigen Wikis gestattet, das alle technischen Möglichkeiten des ZUM-Wikis nutzen kann. Mehrere Schulen und Universitäten nutzten dieses Angebot, u. a. Hans-Georg Weigand mit dem Wiki „Didaktik Mathematik der Universität Würzburg“. Die neue Erstellung von Wikis in der Wiki-Family wurde 2020 stark eingeschränkt. Einige der Wikis sind weiterhin aktiv.
Das „Medienvielfaltswiki“ gehört zu einem internationalen Projekt des Austrian Center for Didactics of Computer Algebra (ACDCA), mathe online und GeoGebra in Zusammenarbeit mit der Pädagogischen Hochschule Niederösterreich, dem Regionalen Fachdidaktikzentrum Mathematik und Informatik der Universität Würzburg und der Projektgruppe Mathematik-digital.de.
Ebenso zur Wiki-Family der ZUM gehört das „IBK-Wiki“, ein Wiki-Projekt rund um das Thema „Internetbasierte Kommunikation im Deutschunterricht“, das seit dem Wintersemester 2007/08 von Studierenden der TU Dortmund aufgebaut wird.
Zur Wiki-Family der ZUM gehörte ferner das in Kooperation mit der Bertelsmann Stiftung bereitgestellte „Vielfalt lernen“ Wiki.

#### ZUM-Unity
Das am 1. März 2009 von der ZUM gestartete Lehrernetzwerk ZUM-Unity war eine Online-Community für Lehrer und bot Blogs und Foren sowie die Möglichkeit, Gruppen mit eigenen Foren zu bilden. Mit dem Ende von Mixxt.de wurde Ende 2015 auch die ZUM-Unity eingestellt. Ihre Funktion übernimmt in veränderter Form der ZUM-Blog.

#### ZUM-Schach
Von 2004 bis 2020 war auf ZUM.DE eine Schach-Plattform („ZUM-Schach“) bereitgestellt, um Schulen zu unterstützen, die Schach als Schulfach eingeführt haben. Jahrelang bestand dort eine internationale Community, die sich auch über Theorie und Praxis des Schachspiels austauschte. Die Schach-Plattform wurde 2020 aus technischen Gründen abgeschaltet.

### Bewertung der Vereinsaktivitäten
In der didaktischen Fachliteratur wird dem Verein eine hohe Wertschätzung entgegengebracht.

## Kooperationen
- ZUM.DE arbeitet mit der lernmodule.net gGmbH, einer gemeinnützigen Gesellschaft zur Förderung von Neuen Medien in Schulen und Hochschulen, zusammen. Zielsetzung dieser Kooperation ist es, kostenfreie Lernmodule für Schüler mit Lernerfolgskontrolle anzubieten.[37]
- Am 31. Januar 2007 startete ein Kooperationsprojekt mit der Zeitschrift GEO. Lehrer und Schüler konnten seitdem über ZUM.DE ausgewählte GEO-Heftinhalte für die Fächer Biologie, Physik, Geschichte, Religion, Philosophie und Ethik kostenlos herunterladen.[38] Diese Kooperation endete im Juni 2011.
- Im November 2007 haben die Polizeiliche Kriminalprävention der Länder und des Bundes mit ZUM.DE eine Kooperation zur Gewaltprävention an Schulen begonnen.[39]
- Der Spektrum-Verlag bietet über ZUM.DE Oberstufenklassen zur Ergänzung des Lernstoffs in den mathematisch-naturwissenschaftlichen Fächern kostenlos aktuelle wissenschaftliche Publikationen mit didaktischen Materialien an.[40]
- Die „Zentrale für Unterrichtsmedien im Internet e. V.“ und die Bertelsmann Stiftung haben im Jahr 2010 eine Kooperation vereinbart, um gemeinsam im Rahmen des Projektes „Heterogenität und Bildung“ der Stiftung die Vernetzung und den Erfahrungsaustausch von Lehrern im Internet zu unterstützen.[41]

## Mitgliedschaft und Finanzierung
Von natürlichen Personen werden zurzeit keine Mitgliedsbeiträge erhoben. Voraussetzung für die Mitgliedschaft ist allerdings ein Arbeitseinsatz für die ZUM. Institutionen, Unternehmen und Forschungseinrichtungen zahlen einen Jahresbeitrag in Höhe von mindestens 100,00 €.
Die Zentrale für Unterrichtsmedien im Internet e. V. finanziert sich vor allem durch Werbung auf ihren Websites, durch Partnerprojekte und durch Spenden. Das eingenommene Geld wird in den Ausbau und die Entwicklung der technischen Infrastruktur (Server, Webhosting und Wartung) investiert. Darüber hinaus organisiert der Verein Arbeitstreffen von Mitarbeitern aus dem deutschsprachigen Raum, Schulungen und die jährliche Mitgliederversammlung.